# Київський політехнік
«Київський політехнік» — щотижнева газета Національного технічного університету України «Київський політехнічний інститут імені Ігоря Сікорського».
Видається з 21 квітня 1927. Після початку повномасштабної війни росії проти України газета тимчасово виходить лише в Інтернет-версії.
Упродовж своєї історії газета кілька разів змінювала назву: «Київський політехнік», «За червоні кадри», «Пролетарський студент», «Радянський студент», «За радянського інженера». З 1988 року, коли редакція остаточно відмовилася від репродукування загальнополітичних гасел і сенсів з компартійних часописів, виданню було повернуто першу назву «Київський політехнік». Тим самим було визначено головне його завдання – висвітлювати не поточний політичний момент, а передусім розмаїте життя Київської політехніки та важливі й цікаві аспекти розвитку науки і техніки.  
Головні редактори газети:
До Другої світової війни:
- Іван Мойся (Іван Ле);
- Іван Фролов.

Після Другої світової війни:
- Іван Плюхін;
- Л.Радченко;
- Антон Голян-Нікольский  (відомий фахівець з історії техніки, автор кількох книжок);
- Олександр Туренко (доцент ФГКМА);
- Микола Денисенко;
- Володимир Півень;
- Жанна Лляна;
- Олег Лукьянов;
- Юрій Москаленко;
- Володимир Янковий.

З 2019 року головним редактором «Київського політехніка» є  Дмитро Стефанович.  